# John Blund (filosof)
John Blund (latin: Iohannes Blondus), född cirka 1175, död 1248, var en engelsk skolastisk filosof och teolog. Han var åren 1232−1233 ärkebiskop av Canterbury, dock utan att ha blivit vigd. Valet avvisades av påve Gregorius IX och Blund utnämndes därpå till kansler vid Yorks universitet.
Som filosof är John Blund känd för Tractatus de Anima, ett verk om själen, som bygger på Avicennas verk om själen. Blund kritiserar Aristoteles Om själen (Περὶ Ψυχῆς) och hävdar att dennes tanke om att själen är kroppens form är problematisk. Därtill avvisar Blund Avicebrons hylomorfism.